# Кременская
Кременская — станица в Клетском районе Волгоградской области России, административный центр Кременского сельского поселения.

## География
Станица Кременская расположена в 38 км северо-восточнее станицы Клетской, центр Кременского сельсовета (21,1 тыс. га.), в ведении с/администрации: ст. Перекопская, х. Саушкин, площадь — 159 га, население — 1,1 тыс. чел., водопровод, электричество, школа, больница, аптека, пекарня, дом культуры, библиотека, магазины. В пойме грибы, ягоды, охота, рыбалка. В 5,5 км южнее крупные природные запасы песчаника, пригодного для приготовления щебня, в 3 км восточнее — проявление известняка.

### Улицы
| - ул. 50 лет Октября - ул. Газовиков - ул. Джамбульская - ул. Дмитриева - ул. Донская - ул. Ковалева - ул. Ленина - ул. Овражная - ул. Октябрьская | - ул. Паромная - ул. Разведчиков - ул. Садовая - ул. Советская - ул. Степана Разина - ул. Судоргина - ул. Терновая - ул. Чернова | - пер. Зелёный - пер. Молодёжный |

## История
Административно входила в состав Усть-Медведицкого округа области Войска Донского.
Цитируя с привидением орфографии к современному виду «Исторические и статистические описания станиц и городов, посещаемых г. военным министром при объезде его превосходительством Области Войска Донского в 1900 году». (Автор: Балуев, Петр Семенович):

В старину городок «Кременные», получивший название от кремнистых гор, сначала находился на левой стороне р. Дона в урочище «Остров», а потом на «Черной Поляне» и упоминается уже в 1632 г. по случаю прихода в него с Яика 150 воровских казаков для проведывания, не окажет ли Государь казакам, находящимся на Яике, до 2 т. человек, своей милости и не повелит ли им быть на его государевой службе. До этого же городка посылались иногда воронежские станичники для получения «донских вестей» (1636—1639 г.).

В 1744 году, вследствие разорения весенним разливом вод, станица переселилась на третье место, на правую сторону Дона. Место это носит название «Старый Городок», от которого сохранились ещё остатки рвов и валов. Здесь же в 1768 году построена каменная часовня. Отсюда около 1812 года станица, за теснотой местности, перенесена на место, занимаемое ею ныне. До 1744 года в Кременской станице была старая деревянная церковь во имя Св. Николая, о первоначальном построении которой сведений не сохранилось. С переселением станицы была перенесена и эта церковь на новое место. В то же время была построена и другая теплая церковь во имя Одигитрии Божией Матери. В 1781 году, за ветхостью Николаевской, а в 1790 г. и Одигитриевской, были построены новые деревянные церкви во имя тех же святых. Но в 1818 г. первая из них от молнии сгорела и вместо неё был построен каменный молитвенный дом, а в 1823 году сооружена каменная церковь, к которой в 1841 году пристроен Одигитриевский придел.

В ризнице этой церкви находятся старинные Евангелия 1635 и 1735 гг., а в числе утвари — серебряное кадило 1732 года, пожертвованное Войсковым Атаманом А. И. Лопатиным; кроме того серебряный вызолоченный сосуд с дискосом и большой напрестольный крест с чернью, сделанные из серебра, отбитого у французов в Отечественную войну 1812 г.

В 1884 г. построена на средства гражданина станицы полковника М. И. Моисеева церковь на кладбище.

Первое приходское училище открыто в станице в 1834 г.

К станице принадлежит 23 хутора, из которых в трех имеются церкви.

Казаки станицы командируются на службу: в Л.-Гв. Атаманский полк, в № 17 Донской казачий полк, в № 5 отдельную казачью сотню, в Донские артиллерийские батареи и в местные команды.

### Статистические данные (на 1900 год)
Цитируя Балуева П. С.:

Юрт станицы занимает площадь в 138570 десятин, из которых удобной 75481 дес., неудобной 53808 дес. и под лесом 8451 дес.

Земля, отведённая в паевой надел, разделена на 5458.5 паёв. Все паи находятся в пользовании 2372 домохозяев, так что на каждого из домохозяев приходится около 2.5 паёв или около 20 дес. земли. В среднем на пай приходится 7.75 дес. пахатной земли.

Из домохозяев 2082 обрабатывают 4853.5 пая полных, 290 домохозяев обрабатывают 290 паёв неполных и 315 домохозяев совсем не обрабатывают 315 паёв.

В поселении самой станицы находится дворов: казачьего населения — 274, иногороднего — 13.

В станице имеется учебных заведений: 3 приходских мужских, 1 приходское женское училище и 4 смешанных школы. В училищах и школах обучается 268 мальчиков и 178 девочек, всего 446 человек.

В станице имеется 6 хлебных магазинов, в которых состоит на лицо 515 четвертей хлеба. Кроме того за жителями станице состоит в недоимке 7200 четвертей хлеба.

Жители станицы имеют домашних животных,
казаки:
- лошадей — 4431 голову
- крупного скота — 22544 голову
- разного мелкого скота — 10354 головы

иногородние:
- лошадей — 82 голову
- крупного скота — 80 голову
- разного мелкого скота — 30 головы

Из промышленных заведений у жителей станицы имеется 2 кирпичных завода и 29 водяных и 56 ветряных мельниц.

### Казачество
Казаки Кременского юрта (в юрт Кременской станицы входили ещё 28 хуторов) в начале века и к Первой мировой набирались в 17 Донской казачий генерала Бакланова полк.

## Население
По данным за 2002 год население составляет 1100 человек.

### Известные уроженцы
Мраморнов Олег Борисович — литературовед, критик, поэт. В статье «Голоса из русской Вандеи» («Новый Мир» № 7 за 2007 г.) описывает историю и быт станицы в первой половине 20го века.

## Фотогалерея
- Дорога к бывшей переправе
- Улица Советская
- Клуб и библиотека
- Дом зажиточного казака (сейчас школа)
- Старый казачий дом
- Дома на склоне
- Старый дом в ст. Кременской
- Свято-вознесенский Кременской монастырь

## Достопримечательности
- Свято-Вознесенский Кременский монастырь
- Николаевская церковь (Кременская)